# پرتره دانیل-هنری کانویلر
پرتره دانیل-هنری کانویلر (انگلیسی: Portrait of Daniel-Henry Kahnweiler) یک نقاشی پرتره رنگ روغن از پابلو پیکاسو است. این اثر متعلق به سال ۱۹۱۰ میلادی است.